# Can Vilana
Can Vilana és una obra barroca d'Alella (Maresme) protegida com a Bé Cultural d'Interès Local.

## Descripció
Habitatge de planta baixa, pis i golfes situat al costat de la pineda dels jardins de les Quatre Torres. Envoltat d'una gran tanca de maçoneria i acompanyat de diferents construccions auxiliars, l'edificació principal destaca per la façana principal, orientada a migdia, amb un interessant coronament de línies ondulades i elements decoratius vegetals que amaga la visió de la coberta (que és a dues aigües, de teula, amb el carener paral·lel a la façana principal). A la façana posterior es repeteix una solució semblant però més senzilla. La façana principal s'organitza segons tres eixos de composició verticals on s'agrupen les diferents obertures: balconeres protegides amb barana de balustres a la planta pis i a la planta baixa. Una cornisa separa la planta pis de les golfes, amb una obertura a la part central de la façana formada per una agrupació de quatre petites obertures que imiten les finestres estretes i allargades amb una mena d'arc que s'assemblen als arcs conopials o flamígers. Sobre aquestes hi ha un òcul decorat amb elements vegetals, central al coronament abans descrit.